# Пауэльсен, Эрик
Эрик Пауэльсен (дат. Erik Pauelsen; 14 октября 1749, Бюгом, северная Ютландия — 20 февраля 1790, Копенгаген) — датский художник и график.

## Жизнь и творчество
Был внебрачным ребёнком. Талант в живописи проявился у будущего мастера ещё детстве. В 1770 году Пауэльсен поступает в Королевскую академию художеств в Копенгагене. Обучение закончил в 1777 году, в том же году вступает в брак с Анной Лобек. За время учёбы Пауэльсен вращается в интеллектуальных кругах датской столицы, в первую очередь артистических. В последующие годы выполняет многочисленные заказы как живописные, так и графические — делает портреты, создаёт пейзажи, занимается книжной иллюстрацией (например, произведения датского историка Ове Маллинга «Великие и добрые деяния некоторых датчан, норвежцев и гольштинцев»).
В 1780 году художник получает стипендию, позволившую ему совершить трёхлетнее путешествие «на эскизы» по Германии, Франции и Италии. В 1783 он возвращается в Копенгаген. Любопытно, что Пауэльсен довольно продуктивно работал в Германии, в то же время пейзажи Италии не произвели на него должного впечатления — здесь он не сделал даже набросков.
После возвращения на родину Э.Пауэльсен избирается членом копенгагенской Академии. В 1785—1786 он работает на интерьерами одного из поместий севернее датской столицы. Примерно в это время к нему приходит идея отправиться в Норвегию и заняться отображением в красках местных красот. В 1787 году художнику удаётся заинтересовать своим проектом датский королевский двор, и он получает поддержку, в том числе материальную. На следующий год он отправляется в южную Норвегию, где много рисует, пишет акварели, создаёт гравюры и т. д. Из-за ранней смерти художника этот его альбом так и не был окончен, тем не менее он чётко обозначает творческую новизну и обширность замыслов мастера. Э.Паульсен был первым художником, обратившим своё внимание на красоту северной, скандинавской природы, и пожелавший воспеть её в красках. До него всё внимание пейзажистов занимали виды «южной заграницы» — прежде всего Италии, а также альпийские ландшафты.
Из своего норвежского путешествия Паульсен привёз 100 рисунков и эскизов, на основании которых собирался создать многие художественные полотна. Однако судьба распорядилась иначе, и мастер успел написать лишь несколько картин. Паульсен покончил жизнь самоубийством в Копенгагене в феврале 1790 года.
Продолжателями творческого замысла Э.Паульсена, в дальнейшем продолжившими традиции норвежского ландшафта, стали такие мастера, как датчанин Кристиан А.Лоренцен, норвежец Юхан К. К. Даль, немецкий художник Каспар Давид Фридрих.

## Галерея

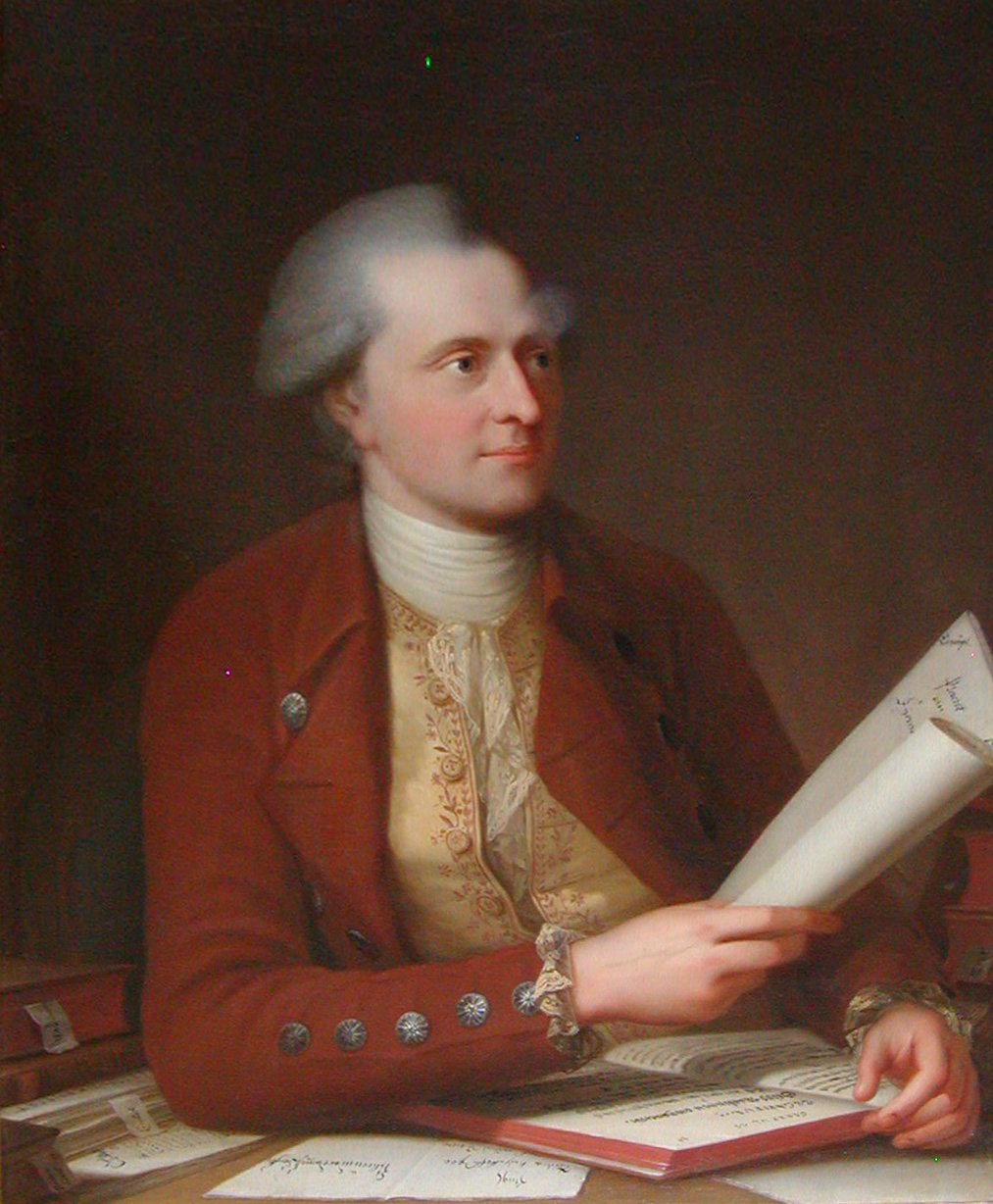
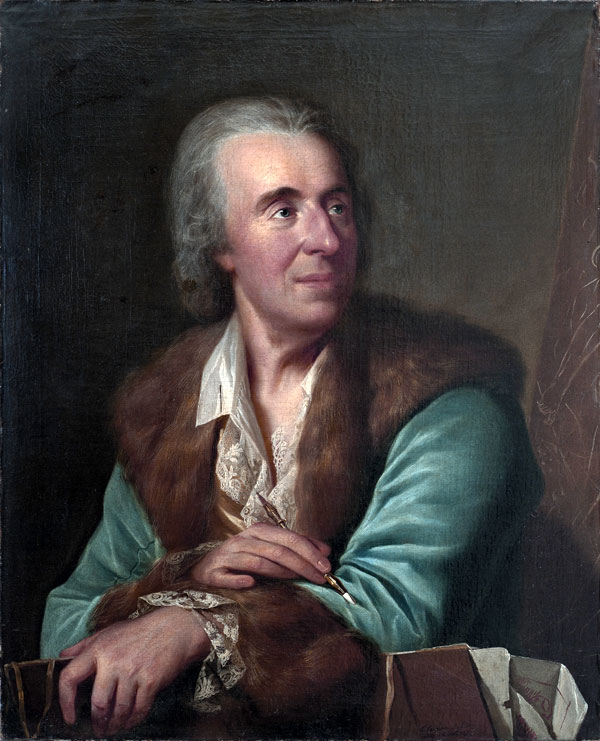
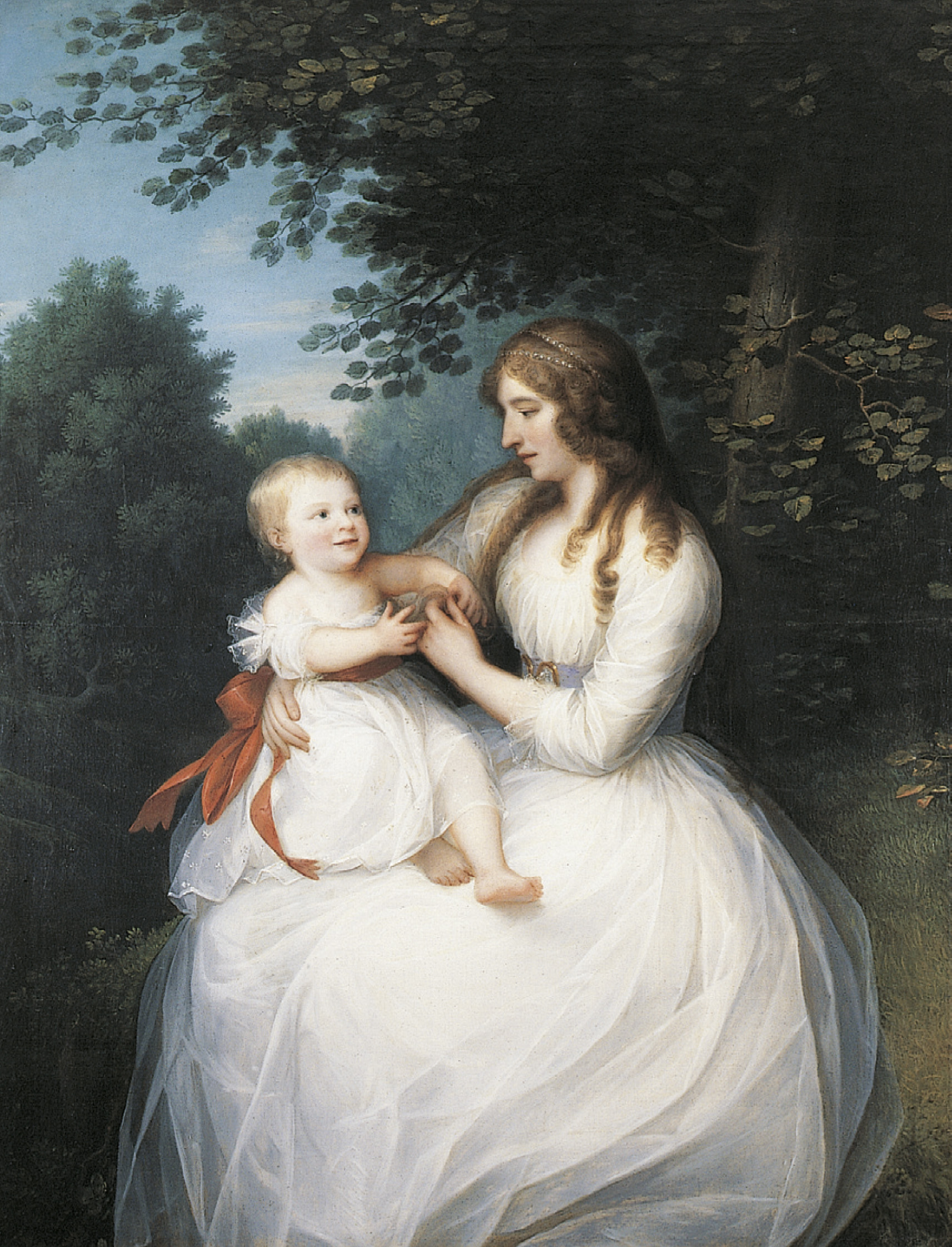
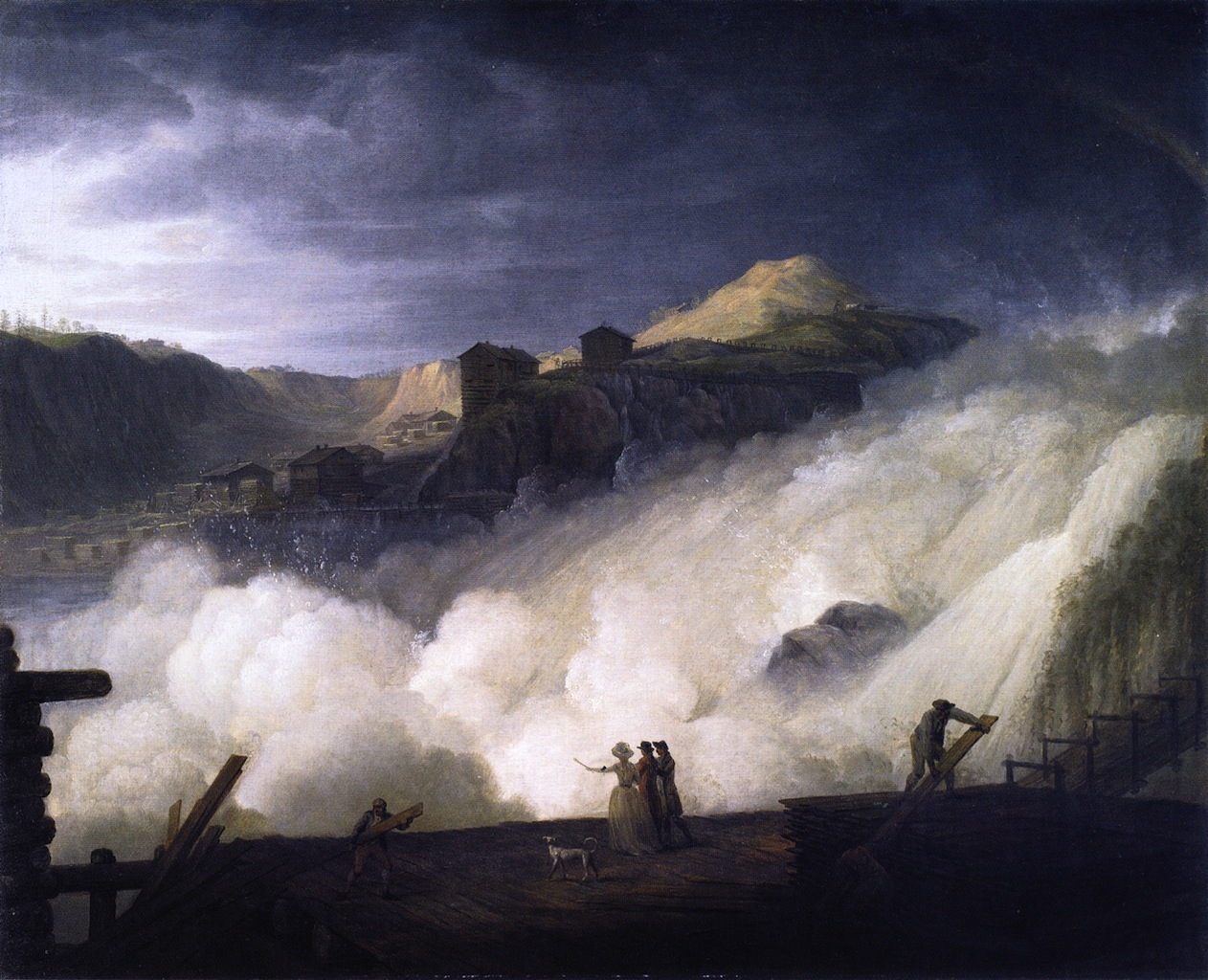
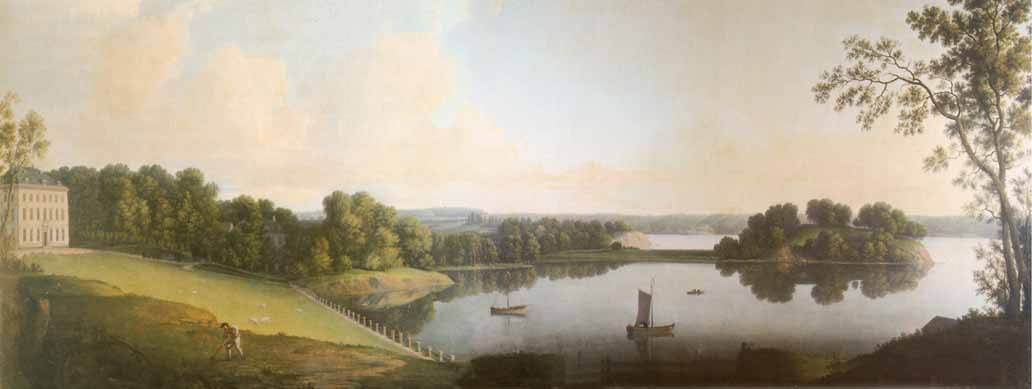